# Enigma (Musikprojekt)
Enigma ist ein internationales Musikprojekt des deutsch-rumänischen Musikproduzenten und Komponisten Michael Cretu in den Bereichen elektronische Musik und New-Age, bei dem Sandra teilweise den Sprechgesang übernimmt. Seit 1999 singt auch Andru Donalds für Enigma.

## Geschichte
Das erste Album MCMXC a.D. erschien 1990 in Europa und 1991 in den USA und wurde schon nach kurzer Zeit zum weltweiten Überraschungserfolg. MCMXC a.D. wurde die Nummer 1 in 41 Ländern und erhielt 57-mal Platin und 45-mal Gold. Die Debüt-Single Sadeness Part I schaffte es nicht nur in Deutschland auf Platz eins, sondern auch in vielen anderen Ländern wie Frankreich und Großbritannien. In den USA kam die Single bis auf Platz 5.
Mit der Veröffentlichung der ersten Single war völlig unbekannt, wer hinter dem Projekt steckt, da die Protagonisten noch unter Pseudonymen veröffentlichten. Nach einigen Tagen kamen erste Vermutungen auf, wonach es sich um die Stimme der Sängerin Sandra handeln solle. Erst nach Wochen war die Vermutung laut geworden, dass es sich um ein Projekt von Michael Cretu handeln könnte. Nach Monaten äußerte sich dieser öffentlich und bestätigte, dass Enigma seiner Schmiede entstamme. Tatsächlich war es ein Gemeinschaftsprojekt von Michael Cretu (Curly MC) und dem Hamburger Musikproduzenten Frank Peterson (F. Gregorian), der damals noch Keyboarder bei Sandra war. Von Frank Peterson kam dann auch die Idee, gregorianische Chöre unter die Musik zu mischen. Frank Peterson stieg aber nach dem ersten Album aus dem Projekt aus, um sich seinem eigenen neuen Projekt Gregorian zu widmen.
Auch das zweite Album, The Cross of Changes, aus dem Jahr 1993, hatte seine Höhepunkte mit den Auskopplungen wie Return to Innocence (mit der Stimme von Angel_X) und The Eyes of Truth.
Ein weiterer Song vom Album erhielt noch Bekanntheit, als im Film Sliver mit Sharon Stone, William Baldwin und Tom Berenger man den Song Age of Loneliness (Carly’s Song) hören konnte.
Enigma diente als Wegbereiter für viele andere Interpreten, die Michael Cretu auf den Pfad der meditativen, religiös angehauchten Ambient-Musik folgten, die auch als Ethno bezeichnet wird.
2016 kehrten Enigma mit dem Konzeptalbum The Fall of a Rebel Angel zurück. Mit Kollaborationen mit der indonesischen Sängerin Anggun, dem britischen Elektropop-Duo Acqillo und dem brasilianischen Singer/Songwriter Mark Josher.

## Diskografie
Studioalben

| Jahr | Titel Musiklabel                             | Höchstplatzierung, Gesamtwochen, AuszeichnungChartplatzierungen (Jahr, Titel, Musiklabel, Platzierungen, Wochen, Auszeichnungen, Anmerkungen) | Höchstplatzierung, Gesamtwochen, AuszeichnungChartplatzierungen (Jahr, Titel, Musiklabel, Platzierungen, Wochen, Auszeichnungen, Anmerkungen) | Höchstplatzierung, Gesamtwochen, AuszeichnungChartplatzierungen (Jahr, Titel, Musiklabel, Platzierungen, Wochen, Auszeichnungen, Anmerkungen) | Höchstplatzierung, Gesamtwochen, AuszeichnungChartplatzierungen (Jahr, Titel, Musiklabel, Platzierungen, Wochen, Auszeichnungen, Anmerkungen) | Höchstplatzierung, Gesamtwochen, AuszeichnungChartplatzierungen (Jahr, Titel, Musiklabel, Platzierungen, Wochen, Auszeichnungen, Anmerkungen) | Anmerkungen                                                   |
| Jahr | Titel Musiklabel                             | DE | AT | CH | UK | US | Anmerkungen                                                   |
| ---- | -------------------------------------------- | --- | --- | --- | --- | --- | ------------------------------------------------------------- |
| 1990 | MCMXC a.D. Virgin Records                    | DE3 ×2Doppelplatin · (46 Wo.)DE | AT3 Gold · (13 Wo.)AT | CH2 ×2Doppelplatin · (20 Wo.)CH | UK1 ×3Dreifachplatin · (107 Wo.)UK | US6 ×4Vierfachplatin · (282 Wo.)US | Erstveröffentlichung: 3. Dezember 1990 Verkäufe: + 14.000.000 |
| 1993 | The Cross of Changes Virgin Records          | DE5 Platin · (31 Wo.)DE | AT5 Gold · (25 Wo.)AT | CH4 Platin · (28 Wo.)CH | UK1 ×2Doppelplatin · (52 Wo.)UK | US9 ×2Doppelplatin · (63 Wo.)US | Erstveröffentlichung: 5. Dezember 1993 Verkäufe: + 4.690.000  |
| 1996 | Le roi est mort, vive le roi! Virgin Records | DE3 Gold · (17 Wo.)DE | AT4 Gold · (14 Wo.)AT | CH4 Gold · (13 Wo.)CH | UK12 Gold · (13 Wo.)UK | US25 Platin · (29 Wo.)US | Erstveröffentlichung: 20. November 1996 Verkäufe: + 1.911.236 |
| 2000 | The Screen Behind the Mirror Virgin Records  | DE2 Gold · (17 Wo.)DE | AT6 (10 Wo.)AT | CH4 Gold · (16 Wo.)CH | UK7 Gold · (6 Wo.)UK | US33 Gold · (17 Wo.)US | Erstveröffentlichung: 14. Januar 2000 Verkäufe: + 930.000     |
| 2003 | Voyageur Virgin Records                      | DE6 (6 Wo.)DE | AT19 (6 Wo.)AT | CH29 (6 Wo.)CH | UK46 (2 Wo.)UK | US94 (5 Wo.)US | Erstveröffentlichung: 5. September 2003 Verkäufe: + 10.000    |
| 2006 | A Posteriori Virgin Records                  | DE16 (7 Wo.)DE | AT17 (6 Wo.)AT | CH24 (7 Wo.)CH | — | US95 (3 Wo.)US | Erstveröffentlichung: 21. September 2006 Verkäufe: + 20.000   |
| 2008 | Seven Lives Many Faces Virgin Records        | DE15 (9 Wo.)DE | AT30 (4 Wo.)AT | CH18 (8 Wo.)CH | — | US92 (2 Wo.)US | Erstveröffentlichung: 5. August 2008 Verkäufe: + 13.000       |
| 2016 | The Fall of a Rebel Angel Island Records     | DE10 (5 Wo.)DE | AT24 (1 Wo.)AT | CH19 (3 Wo.)CH | UK40 (1 Wo.)UK | US122 (1 Wo.)US | Erstveröffentlichung: 11. November 2016                       |

## Auszeichnungen
- ECHO Pop
  - 1991: in der Kategorie „Nationaler Künstler/-in oder Gruppe im Ausland“
  - 1992: in der Kategorie „Marketing“
  - 1994: in der Kategorie „Nationaler Künstler/-in oder Gruppe im Ausland“
  - 1997: in der Kategorie „Nationaler Künstler/-in oder Gruppe im Ausland“